# Mauser 1914 & 1934
Dérivé du Mauser 1910, le Mauser 1914, inventé par Josef Nickl, est un pistolet semi-automatique de calibre 32 ACP, il fonctionne selon le système culasse non calée.
En 1934, le Modell 1914 céda sa place sur les chaînes de production au M1934, plus simple à produire et doté d'une poignée galbée. Les Mauser 1914 et 1934 furent utilisés par les militaires et policiers allemands pendant les deux conflits mondiaux.

## Fiches techniques

### Mauser 1914
- Calibre : 	7.65 mm(.32 ACP)
- Masse (a vide) : 595 g
- Longueur :	154 mm
- Longueur canon : 	87 mm
- Chargeur   :	8 cartouches

### Mauser 1934
- Calibre : 	7.65 mm(.32 ACP)
- Masse   :	560 g
- Longueur :	158 mm
- Longueur canon : 	87 mm
- Chargeur   :	8 cartouches